# Груздев, Андрей Викторович
Андрей Викторович Груздев (род. 21 мая 1977 года, город Кинешма, Ивановская область) — заслуженный мастер спорта России (спортивное ориентирование на лыжах), многократный чемпион мира, «Почетный гражданин города Кинешмы» решением Кинешемской городской Думы № 66/395 от 28.06.2005 г.

## Биография
Ориентированием занимается 17 лет в Кинешемском филиале Ивановской ДЮСШ. Тренер — ЗТрРФ С. А. Бусурин.
Первый чемпион Мира по спортивному ориентированию в лыжном спринте (24 февраля — 02 марта 2002, Боровец, Болгария).
Выступает за спортивный клуб ЦСК МЧС г. Москва.
Завоевал 7 золотых медалей чемпионата мира и одну — чемпионата Европы.
В 2001 году закончил Шуйский государственный педагогический университет.
Работал тренером-преподавателем СДЮШОР № 3 г. Иваново.
С 2018 года директор Кинешемской автошколы Регионального отделения ДОСААФ России Ивановской области.